# Bowdoinham, Maine
Bowdoinham, Maine (енгл. Bowdoinham) насељено је место без административног статуса у америчкој савезној држави Мејн.

## Демографија
По попису из 2010. године број становника је 722.
| Група             | 2000.    | 2010.       |
| Белци             | 0 (0,0%) | 676 (93,6%) |
| Афроамериканци    | 0 (0,0%) | 7 (1,0%)    |
| Азијати           | 0 (0,0%) | 12 (1,7%)   |
| Хиспаноамериканци | 0 (0,0%) | 8 (1,1%)    |
| Укупно            | 0        | 722         |